# Nikolaï Mikhaïlovitch Prjevalski
Nikolaï Mikhaïlovitch Prjevalsk (Przewalski, Przhevalsky ou Prjevalsky), russo:  Никола́й Миха́йлович Пржева́льский, (Kimborovo, perto de Smolensk, 31 de março jul. / 12 de abril de 1839 greg. – Karakol, 20 de outubro jul. / 1 de novembro de 1888 greg.) foi um militar, geógrafo, naturalista e explorador russo.
Explorou a Ásia Central e a Ásia Oriental. Embora nunca tenha alcançado seu objetivo final, Lhasa no Tibete, viajou pelas regiões desconhecidas ao oeste, assim como ao norte do Tibete, atual Chingai e Zungária, na China.
Contribuiu de forma significativa para o conhecimento europeu sobre a Ásia Central, e foi o primeiro europeu conhecido a descrever o cavalo Equus przewalski (cavalo-de-Przewalski), nomeado em sua honra.
Faleceu de tifo após ingerir água do rio Chu.